# Okres Ružomberok
Ružomberok is een district (Slowaaks: Okres) in de Slowaakse regio Žilina. De hoofdstad is Ružomberok. Het district bestaat uit 1 stad (Slowaaks: Mesto) en 24 gemeenten (Slowaaks: Obec).

## Steden
- Ružomberok

## Lijst van gemeenten
| - Bešeňová - Hubová - Ivachnová - Kalameny - Komjatná - Likavka - Liptovská Lúžna - Liptovská Osada | - Liptovská Štiavnica - Liptovská Teplá - Liptovské Revúce - Liptovské Sliače - Liptovský Michal - Lisková - Lúčky - Ludrová | - Ľubochňa - Martinček - Potok - Stankovany - Štiavnička - Švošov - Turík - Valaská Dubová |

Okres Bytča · Okres Čadca · Okres Dolný Kubín · Okres Kysucké Nové Mesto · Okres Liptovský Mikuláš · Okres Martin · Okres Námestovo · Okres Ružomberok · Okres Turčianske Teplice · Okres Tvrdošín · Okres Žilina